# تسرع التنفس
سرع النَّفَس (أو "تسرع التنفس") هو تنفس سريع وغير طبيعي وعدد مرات التنفس الطبيعية في الدقيقة عند الأشخاص البالغين 12 إلى 20 مرة ويعد هذا أمرًا طبيعيًا ويشار إلى تسرع النفس بمعدل التهوية حيث يتنفس الشخص أكثر من 20 مرة في الدقيقة. ومعدلات التهوية لدى الاطفال عالية بشكل ملحوظ، والتي تنخفض بسرعة خلال الثلاث سنوات الأولى من عمرهم ثم تثبت حتى سن الثامنة عشر. ويمكن أن يكون تسرع التنفس علامة طبية مبكرة للالتهاب الرئوي لدى الأطفال.